# ماديا ذهبت إلى السجن
ماديا ذهبت إلى السجن (بالإنجليزية: Madea Goes to Jail)‏ هو فيلم كوميدي تم إنتاجه في الولايات المتحدة وصدر في سنة 2009. الفيلم من إخراج تايلر بيري وكتابة تايلر بيري.

## طاقم التمثيل
- تايلر بيري
- فيولا ديفيس
- فينيسا فرليتو

## الميزانية والإيرادات
بلغت تكلفة إنتاج الفيلم حوالي 17.5 مليون دولار بينما حقق أرباحا تقدر بـ 90,508,336 دولار.

## وصلات خارجية
- ماديا ذهبت إلى السجن على موقع IMDb (الإنجليزية)
- ماديا ذهبت إلى السجن على موقع ميتاكريتيك (الإنجليزية)
- ماديا ذهبت إلى السجن على موقع روتن توميتوز (الإنجليزية)
- ماديا ذهبت إلى السجن على موقع ألو سيني (الفرنسية)
- ماديا ذهبت إلى السجن على موقع أول موفي (الإنجليزية)
- ماديا ذهبت إلى السجن على موقع بوكس أوفيس موجو (الإنجليزية)
- ماديا ذهبت إلى السجن على موقع قاعدة بيانات الفيلم (الإنجليزية)
- ماديا ذهبت إلى السجن على موقع ليتربوكسد (الإنجليزية)
- ماديا ذهبت إلى السجن على موقع كينوبويسك (الروسية)

1. ↑  "معلومات عن ماديا ذهبت إلى السجن على موقع boxofficemojo.com". boxofficemojo.com. مؤرشف من الأصل في 2019-07-11.
2. ↑  "معلومات عن ماديا ذهبت إلى السجن على موقع kinopoisk.ru". kinopoisk.ru. مؤرشف من الأصل في 2013-10-31.
3. ↑  "معلومات عن ماديا ذهبت إلى السجن على موقع cine.gr". cine.gr. مؤرشف من الأصل في 2019-12-12.